# Jahrzeit

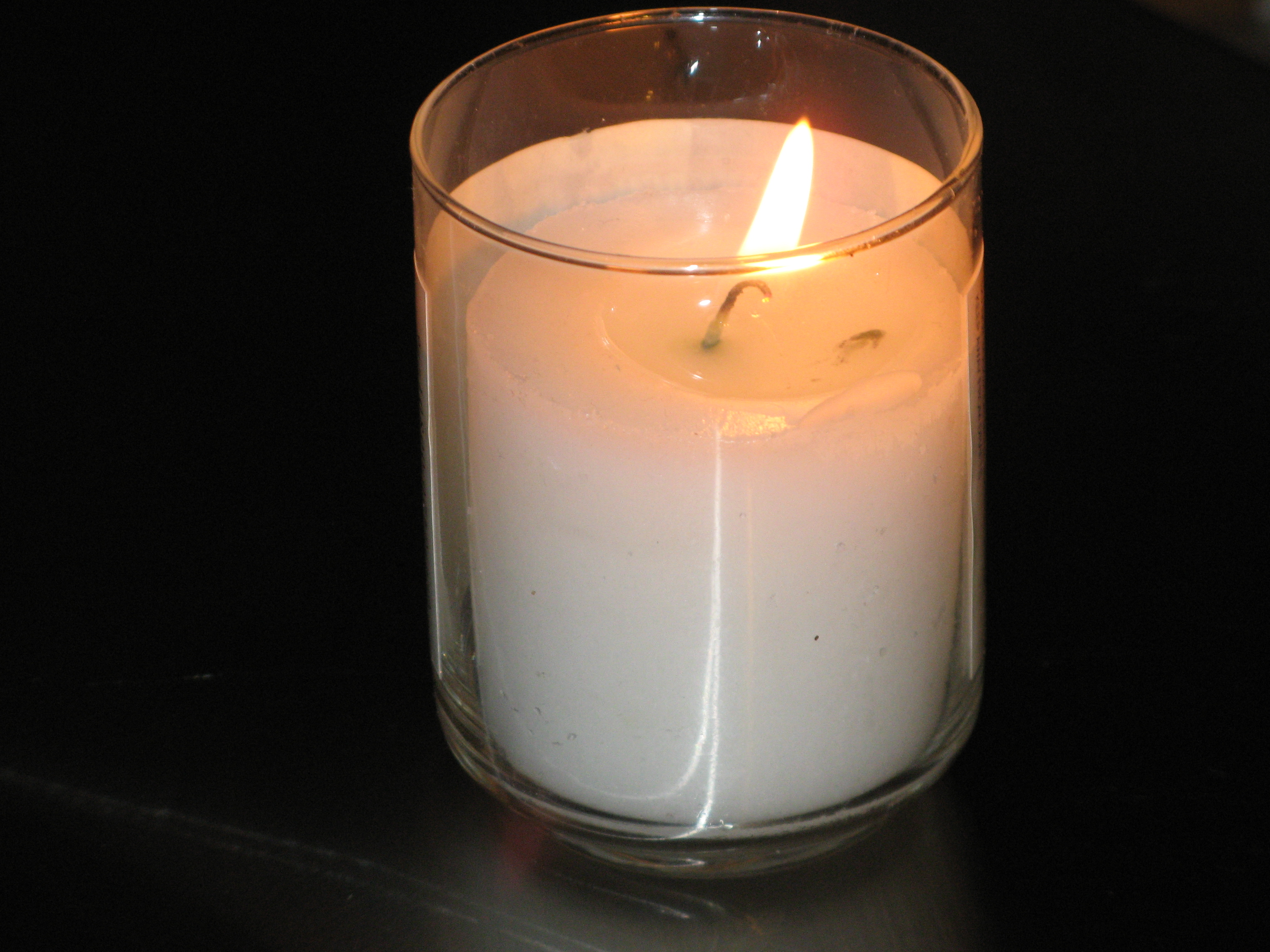
Jahrzeit-Licht

Die Jahrzeit (in der Schweiz regional teilweise auch das Jahrzeit) oder das Anniversar (Plural Anniversarien, lateinisch Anniversarium) bezeichnet das rituelle Begängnis des Todestages eines Gläubigen. Waren als Anniversarien zunächst vor allem Geburtstage und Thronbesteigungen von Herrschern gefeiert worden, so wurde es ab dem Mittelalter üblich, den Todestag als „Geburtstag im Himmel“ zu begehen. Übliche Begriffe dafür sind heute auch Jahresgedächtnis, Jahrgedächtnis oder Jahresamt. 

## Christentum
In Anlehnung an die Festtage der christlichen Heiligen und Märtyrer kam bereits im Frühmittelalter der Brauch auf, besonderer Verstorbener jeweils an ihrem Todestag in der heiligen Messe zu gedenken (Memorialwesen). Zusätzlich zu den Anniversarien wichtiger geistlicher und weltlicher Würdenträgern wurden in klösterlichen Gemeinschaften bisweilen auch jene der Äbte und Mönche begangen. Über Gebetsverbrüderungen regelten mehrere geistliche Institutionen untereinander, dass sie die Anniversarien aller beteiligter Personen begehen würden.
Grundlage für das Gedenken bildete meist eine Stiftung (Seelgerät, „ewige Messe“), die entweder vorsorglich von den Betroffenen selber oder von deren Nachkommen getätigt worden war. Ab dem 12. Jahrhundert nahmen solche „Stiftungen für das Seelenheil“ (Karl Schmid) enorm zu. Die Durchsetzung der Lehre vom Fegefeuer dürfte für diese Zunahme mitverantwortlich sein. Um über die wachsende Zahl der Gedenkleistungen auf dem Laufenden zu bleiben, gingen Klöster und Stifte dazu über, die Namen der verstorbenen Stifter unter dem Datum ihres Todes in kalendarischen Nekrologien oder Jahrzeitbüchern zu verzeichnen. Spätestens ab dem 15. Jahrhundert führten auch die meisten Pfarrkirchen sowie einzelne Spitäler und Siechenhäuser entsprechende Verzeichnisse, welche die enorme Verbreitung dieses Brauchtums belegen. Für das lateinische anniversarium bürgerte sich ab dem 14. Jahrhundert die mittelhochdeutsche Entsprechung jarzyt ein.
Während die Reformatoren die Fürbitte für unwirksam erklärten und daher das Jahrzeitwesen abschafften, erlebte dieses in katholischen Regionen in der frühen Neuzeit und vor allem nach dem Konzil von Trient eine neuerliche Blüte, die teilweise bis ins 20. Jahrhundert anhielt. Erst gegen Ende des 20. Jahrhunderts wurde vielerorts festgelegt, dass die Jahrzeiten nicht mehr ewig gehalten werden sollen, sondern begrenzt auf 15, 20 oder maximal 25 Jahre.
In mittelalterliche Urkunden stiftet vielfach der lokale Adelsherrscher einen sogenannten Jahrtag. Dabei handelt es sich sinngemäß um den oben mit Jahrzeit beschriebenen Vorgang.

## Judentum
Die Jahrzeit (jiddisch Jorzajt oder Yahrtzeit, יאָרצײַט) wird auch im Judentum beachtet. Ihr Datum richtet sich nach dem jüdischen Kalender. Über das Jiddische ist der alt-deutsche Begriff Yahrtzeit bei allen Aschkenasim üblich geworden. Zur Feier der Jahrzeit gehört das Sprechen des Kaddisch, der Besuch des Grabes (wenn möglich) sowie das Anzünden einer Kerze, die für 24 Stunden brennt (Jahrzeit-Licht). Bewahrt wurde das Andenken an die Verstorbenen seit dem Mittelalter in Memorbüchern.

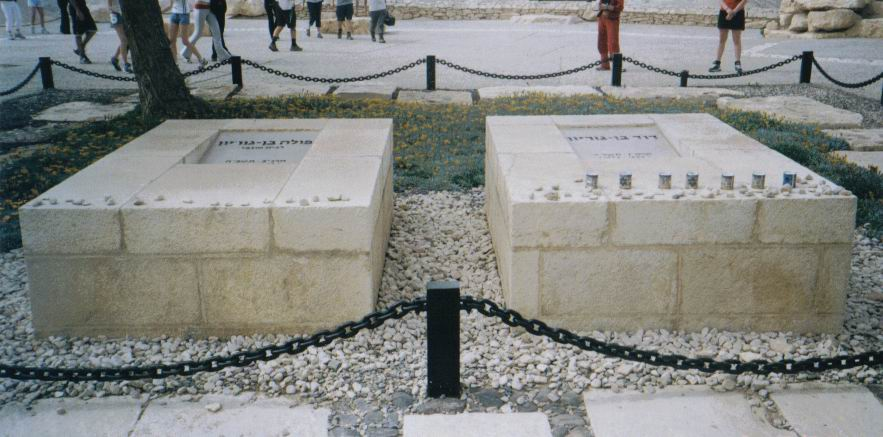
Das Grab von David Ben-Gurion, zusammen mit seiner Frau. Sein Grab ist mit Jahrzeit-Kerzen bedeckt.
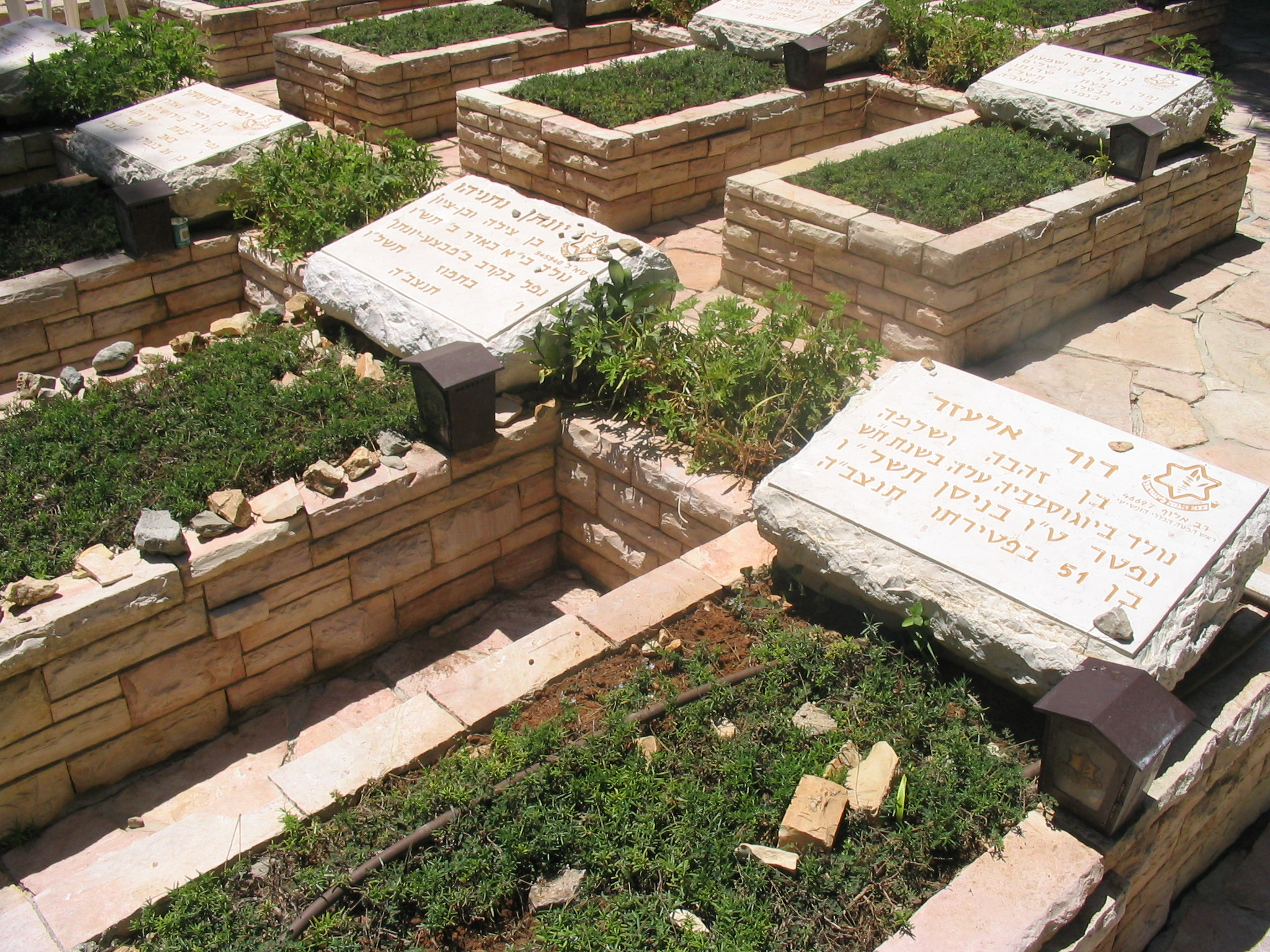
Israelische Standard-Militärgräber von David Elazar, Jonathan Netanjahu und anderen mit Jahrzeit Kerzen.
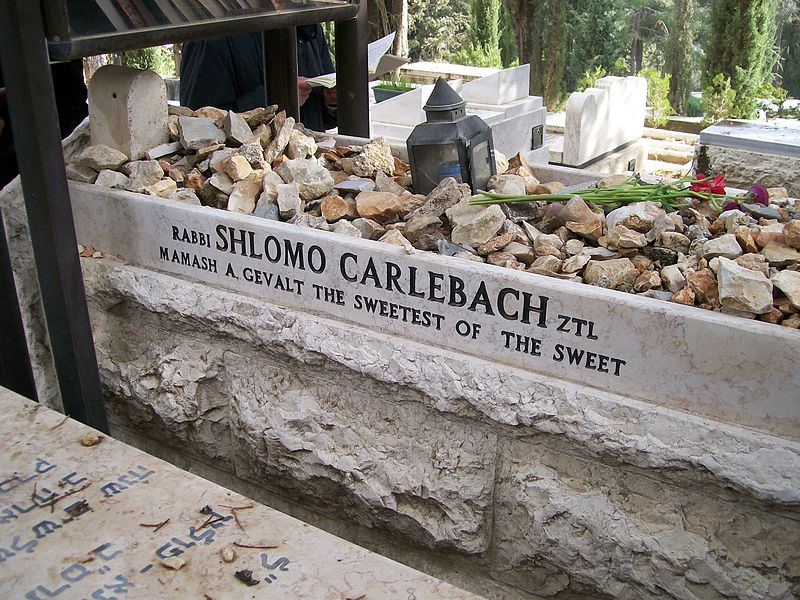
Das Grab Rabbi Schlomo Carlebachs mit Jahrzeit-Licht
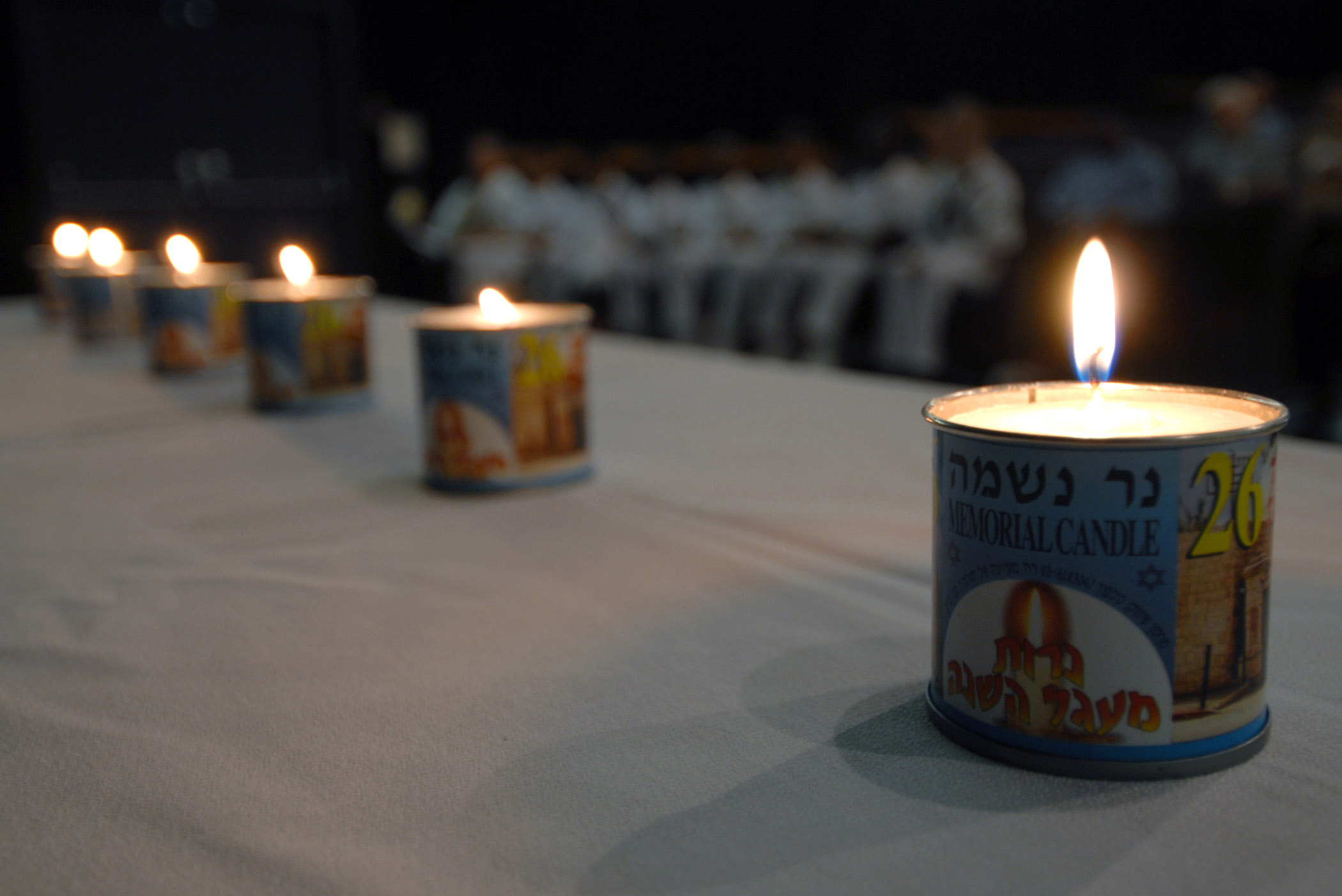
Sechs Jahrzeit-Kerzen in Pearl Harbor (2007) – zum Shoah-Gedenktag am „Sharkey Theater“ an Bord der Naval Station Pearl Harbor.
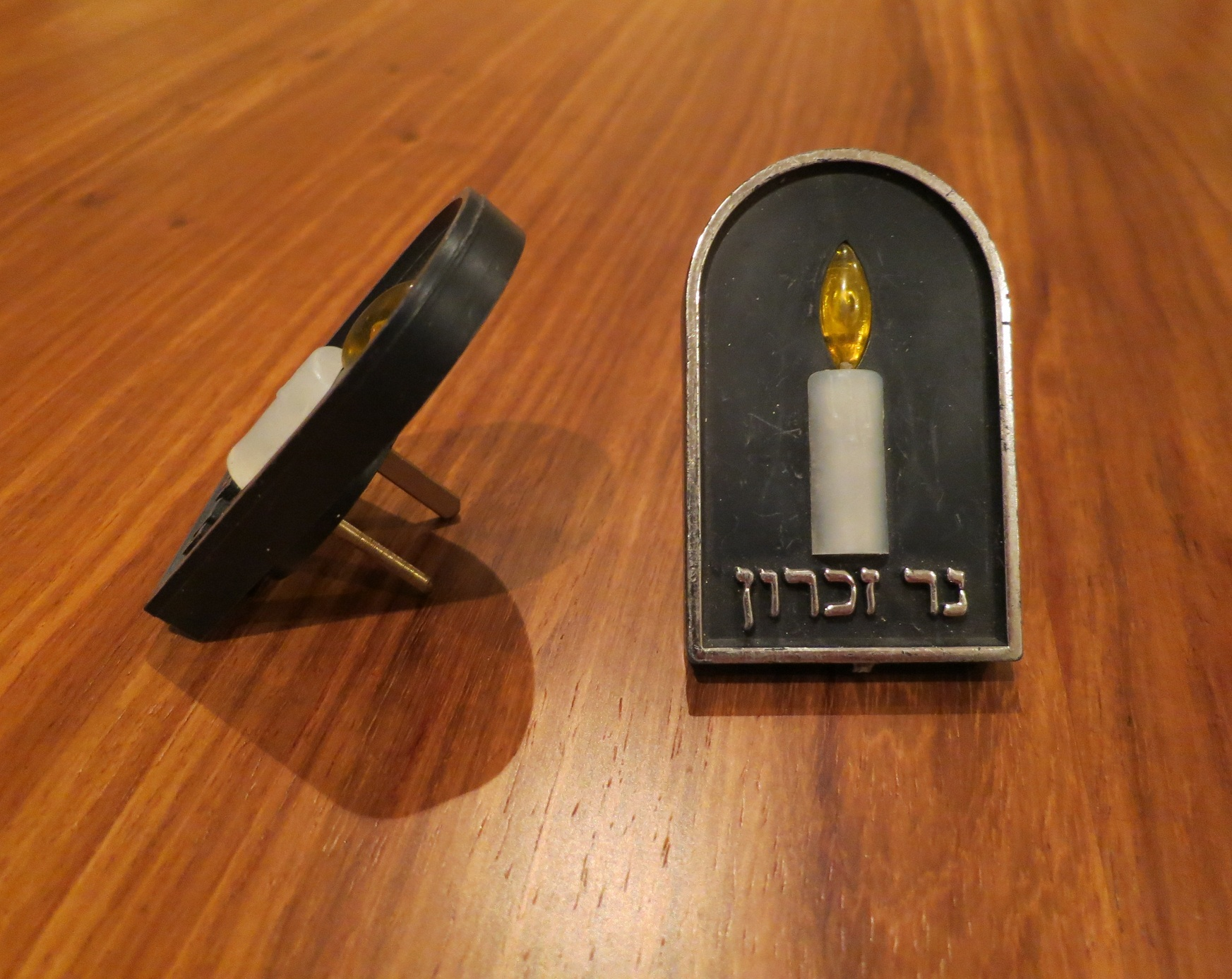
Elektrische Version eines Jahrzeit-Lichtes mit den Worten auf Hebräisch „Kerze [נר] der Erinnerung [זכרון]“.
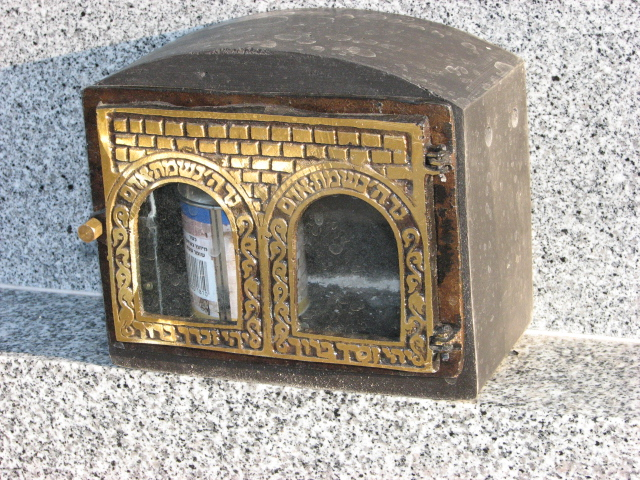
Ein Jahrzeitlicht in einem kleinen Häuschen zum Schutz auf einem jüdischen Grab
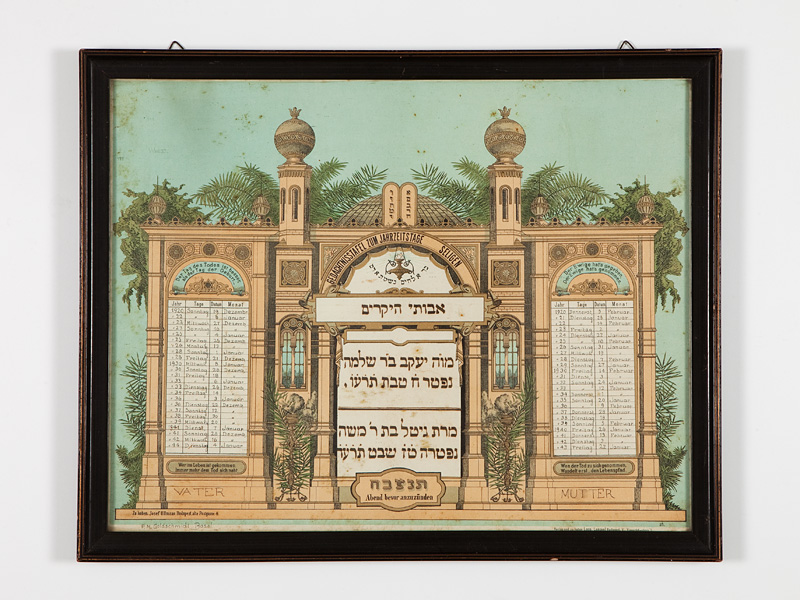
Jahrzeittafel um die Zeit der Trauer zu verfolgen, in der Sammlung des Jüdischen Museums der Schweiz.